# S.A. Johansson

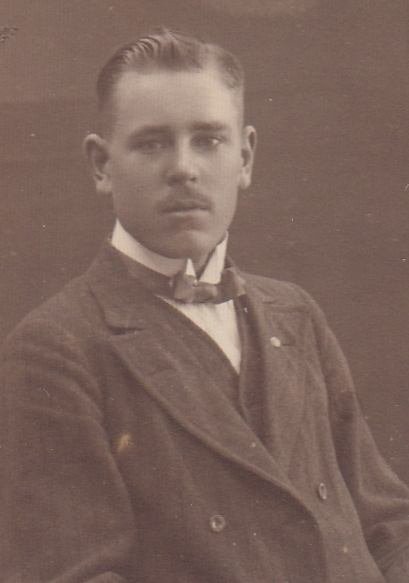
S.A. Johansson

Sigfrid Adolf Johansson, född 13 maj 1892 i Kristianstad, död 6 december 1974, var en svensk kommunalpolitiker (socialdemokrat), verksam i Malmö. 
Johansson var verksam som fabriks- och lagerarbetare 1910–1924, blev ombudsman i Svenska handelsarbetareförbundet och var dess ordförande 1947–1956. Han var ledamot av Arbetarskyddsstyrelsen 1942–1956 och av LO:s representantskap 1934–1956. Han tillhörde Malmö stadsfullmäktige 1938–1962, var ordförande i drätselkammaren 1942–1949 och i stadsfullmäktige 1950–1962. Han var även styrelseledamot i Skånes turisttrafikförbund från 1944 (ordförande i arbetsutskottet från 1953) och i styrelsen för Skånemässan 1944–1963. Han var styrelseordförande för Malmö stadsteater 1952–1963 och Sydsvenska Kraft AB 1954–1966.
Johanssons tid som Malmös starke man var en period av stabil socialdemokratisk hegemoni. Trots att kommunalskatten bland Sveriges städer, näst Djursholm och Skanör med Falsterbo, var den lägsta byggdes med framgång vad som brukar kallas den socialdemokratiska mönsterstaden. Tidens stora fråga var bostadsbristen och under hans ledning skapades bostadsområden som Augustenborg, Mellanheden och något senare Segevång och Lorensborg. Bostadsbristen i staden var dock ännu vid hans avgång alarmerande (det så kallade Miljonprogrammet hade ännu ej startat). Även inom andra områden som till exempel skolväsendet och sjukvården skedde stora satsningar. Andra viktiga byggnadsprojekt under denna tid var Simhallsbadet och Malmö stadion. 
Johanssons förnamn var endast kända av ett fåtal eftersom han i alla sammanhang kallade sig och kallades S A Johansson. Enligt honom själv berodde detta på att Sigfrid var ett kunganamn, Adolf förnamnet på en bekant tysk ledare och att han därför inte ville kalla sig för något av dessa namn. S A Johanssons gata i Malmö är uppkallad efter honom.
Han var sedan 1915 gift med Ida Johansson. De är begravda på Östra kyrkogården i Malmö.